# 葛特·蘇馬
葛特·哈比·蘇馬（法語：Kurt Zouma，1994年10月27日—），是一名法國職業足球員，司職中後衛，曾效力於英超俱樂部韋斯咸。
他的父母從中非共和國移民到法國。他的哥哥Lionel 是在同一位置踢波，而他的弟弟Yoan 也是一名後衛。

## 爭議
蘇馬在社交平台上發佈一段片，視頻中他在家中腳踢他的家貓，並引起網上人士討論

## 榮譽
聖伊天
- 法國聯賽盃：2012–13

車路士
- 英格蘭足球超級聯賽：2014–15、2016–17
- 英格蘭聯賽盃冠軍：2014–15
- 歐洲冠軍聯賽冠軍：2020-21
- 歐洲超級盃冠軍：2021

韋斯咸
- 歐協聯冠軍 : 2022-23[2]

### 法國U-20
- U-20世界杯: 2013[3][4]

## 外部連結
- 葛特·蘇馬的Instagram帳戶
- Soccerway資料庫：葛特·蘇馬